# USS Sealion (SS-315)
USS Sealion (SS-315) – zbudowany w stoczni Electric Boat amerykański okręt podwodny typu Balao, podstawowej obok jednostek typu Gato serii amerykańskich okrętów podwodnych w czasie drugiej wojny światowej. Jak inne jednostki swojego typu, został zaprojektowany w konstrukcji częściowo dwukadłubowej, otrzymał kadłub sztywny ze stali o zwiększonej ciągliwości i wytrzymałości celem zwiększenia testowej głębokości zanurzenia do 400 stóp (122 metry). Uzbrojony był w 24 torpedy Mark XIV i Mark 18 wystrzeliwane z sześciu wyrzutni torpedowych na dziobie oraz czterech wyrzutni rufowych. Układ napędowy tych okrętów stanowiły cztery generatory elektryczne Diesla oraz cztery silniki elektryczne o mocy 2740 shp, napędzające dwa wały napędowe ze śrubami.
W trakcie II wojny  światowej brał udział w wojnie podwodnej na Pacyfiku.

## Zatopienie pancernika Kongō
Podczas trzeciego patrolu bojowego pod dowództwem komandora podporucznika Eli Thomasa Reicha, na który USS Sealion wypłynął 31 października 1944 z bazy w Pearl Harbor skierował się na Morze Wschodniochińskie i 21 listopada znalazł się u północnego wylotu Cieśniny Tajwańskiej, kiedy po północy na ekranie radaru pojawiły się trzy echa odległe o około 20 Mm. Początkowo Reich myślał, że mogą być fałszywe, ale podczas zbliżania się do obiektów echa nie znikały i okazały się dużymi jednostkami japońskimi. Formacja poruszała się z szybkością 16 węzłów i nie zygzakowała. Zespół tworzyły: superpancernik Yamato, pancerniki Kongō i Nagato (stąd trzy duże echa na ekranie radaru), lekki krążownik Yahagi w towarzystwie niszczycieli. Dzięki bezksiężycowej nocy dowódca zdecydował się na pościg na powierzchni na maksymalnej prędkości, który trwał trzy godziny. Kiedy okręt znalazł się w odległości około 2700 m od wrogich jednostek Reich zdecydował się odpalić o godzinie 2:56 sześć torped elektrycznych Mark 18 do pierwszego celu, którym okazał się Kongō, a chwilę później trzy torpedy Mark XIV w kierunku pancernika Nagato (dziesiąta wyrzutnia była niesprawna). Cztery minuty później zaobserwował wybuchy trzech torped trafiających pierwszy pancernik. W następnej minucie zaobserwowano kolejną eksplozję wywołaną trafieniem jednej z paro-gazowych torped w niszczyciel Urakaze typu Kagerō, który w wyniku eksplozji magazynu amunicji szybko zatonął z całą załogą. Prawdopodobnie z powodu osłabienia eskorty nie wykonano kontrataku i amerykański okręt ponownie rozpoczął ściganie zespołu japońskiego, który podejrzewając atak spod powierzchni wody nadal płynął z szybkością ok. 16 węzłów, łącznie z uszkodzonym pancernikiem. Po dwóch godzinach pościgu, kiedy Reich stracił nadzieję na dogonienie japońskiego zespołu nagle jeden z dużych okrętów zaczął zwalniać. Był nim pancernik Kongō. Początkowo zwolnił do 11 węzłów, a potem jeszcze bardziej. Jako osłona towarzyszyły mu dwa niszczyciele. Tymczasem sytuacja na japońskim pancerniku pogarszała się. O ile Reich zgłosił trzy trafienia, to japońskie źródła podawały najczęściej trafienia dwóch torped. Jedna z  nich uderzyła w część dziobową i zatopienie kilku przedziałów było bez znaczenia dla tak dużego okrętu. O jego losie zdecydowała druga torpeda, która uderzyła  i eksplodowała na poziomie kotłowni nr 6 i 8. Pancernik utrzymywał wcześniejszą prędkość usiłując ujść przed atakiem spod wody, nie wiedząc o pościgu na powierzchni. Napierająca woda przez powstałą wyrwę zalewała coraz to nowe najważniejsze przedziały. W końcu Kongō przy przechyle 12° zwolnił ale przechył powiększył się do 20° i nadal się powiększał. O godzinie 5:18 z powodu zalania maszynowni zatrzymał się. Przechył dochodził do 45°. Z kiosku USS Sealion Reich nie mógł tego ocenić i po wyprzedzeniu pancernika czekał na odpowiedni moment dobicia pancernika z ponownie załadowanych wyrzutni torpedowych. Do tego jednak nie doszło, ponieważ o 5:24 z powodu przechyłu ponad 60° nagle eksplodowały dziobowe komory amunicyjne i Kongō rozerwany wybuchem gwałtownie zatonął. Wraz z okrętem zginęło 1250 członków załogi. Towarzyszące niszczyciele podjęły 237 rozbitków. 
W trakcie sześciu patroli bojowych okręt zatopił 11 jednostek (10 japońskich i 1 syjamską) o tonażu 68 297 BRT. Największym osiągnięciem okrętu pod dowództwem komandora podporucznika Eli Thomasa Reicha było zatopienie pancernika Kongō.